# Facultad de Arquitectura, Urbanismo y Geografía de la Universidad de Concepción
′′′La Facultad de Arquitectura, Urbanismo y Geografía de la Universidad de Concepción (FAUG)′′′, es una de las más nuevas facultades de la institución de educación chilena, la Universidad de Concepción, su creación data del 15 de abril de 2003, se plantea como una Unidad Académica integradora que reúne disciplinas y quehaceres convergentes, con una posición interdisciplinaria.
Inicia sus actividades, bajo el Rectorado de Augusto Parra, con los carreras de arquitectura (creada en 1992) y el Departamento de Geografía (2003). Es, para la época de concepción, la tercera facultad en nacer en la ciudad de Concepción (tras la Universidad del Biobío y la Universidad del Desarrollo), las carreras de pregrado que en definitiva imparte son las Arquitectura y Geografía y también reparte las Revistas "Punto de Fuga", Revista "Geográfica del Sur" y el Boletín FAUG.